# Csagatáj nyelv
A csagatáj-török egy Közép-Ázsiában létezett nyelv, amelyen számos irodalmi alkotás, költemény íródott. Beszélt nyelvként 1921 körül halt ki.

## Története
Elődjének tekinthetőek a korábban karahanida és hvárezmi nyelvként ismert korai török nyelvek irodalmi változatai. Szorosabb kapcsolatba hozható más török nyelvekkel, legfőképp az ujgur nyelvvel. Mindemellett erős hatást gyakorolt rá a perzsa nyelv is. Földrajzilag a Csagatáj Kánság területén jött létre, ebből is adódott a megnevezése tudományos körökben. Azonban alapvetően a költők és írók, akik az itteni nyelv irodalmi változatát beszélték nem nevezték magukat csagatáj költőnek, a feljegyzések közt tehát a 'csagatáj' terminust nem találjuk meg. Későbbiek során Turkesztán térségéből ez a nyelv eljutott Indiába is, és a 19. századig alkalmazták is a Mogul Birodalomban, főleg Bábur és az őt követő mogul uralkodók által. Az egyik legjelentősebb költő, aki ezen irodalmi nyelvet alkalmazta, és hagyományt teremtett a török irodalomban, Mír Ali-Sir Nevái volt. Később ezen irodalmi nyelvből alakult ki a modern üzbég nyelv.
A modern turkológia kiemelten foglalkozik a csagatáj-török nyelvvel, számos magyar nyelvész foglalkozott vele, többek közt Vámbéry Ármin, Eckmann János, Bodrogligeti András.